# Usina Hidrelétrica de Itapebi
A Usina Hidrelétrica de Itapebi é uma barragem localizada no município de Itapebi, no estado da Bahia, no Brasil. Foi construída no Rio Jequitinhonha. Atualmente, possui potência instalada para a geração de 450 megawatts de energia.

## Topônimo
"Itapebi" é um termo tupi que significa "água da pedra achatada", através da junção dos termos itá ("pedra"), peb ("achatado") e  'y  ("água).